# E27
La ruta europea E27 és una carretera que forma part de la Xarxa de carreteres europees. Comença a Belfort (França) i finalitza a Aosta (Itàlia) via Berna (Suïssa). Té una longitud de 551 km i una orientació de nord a sud.